# Микмаки
Микмаки (Mi'kmaq, Míkmaq, Micmac; в Квебек Mi'gmaq) са голям северноамерикански индиански народ, населяващ Североизточна Нова Англия и канадските крайморски провинции Нова Скотия, Квебек, Остров Принц Едуард и Ню Брънзуик. В началото на 21 век наброяват около 65 000 души, от които приблизително 1/3 все още говорят родния си език микмак, класифициран към алгонкинското езиково семейство. Нацията микмаки е официално призната от федералните правителства на Канада и САЩ. Повечето микмаки живеят в 69те резервата, създадени за тях – 1 в Мейн, 18 в Ню Брънзуик, 1 на Нюфаундленд, 44 в Нова Скотия, 2 на остров Принц Едуард и 3 в Квебек. Много микмаки живеят извън резерватите, организирани в 16 общини – 7 на Нюфаундленд, 6 в Нова Скотия и 3 на остров Принц Едуард. През 2011 г. канадското правителство допълнително дава федерално признание на нацията куалипу на Нюфаундленд. На 31 август 2010 г. правителствата на Канада и Нова Скотия подписват историческо споразумение с нацията микмаки за съблюдаване на договореност, при която правителствата трябва да се консултират с Великия съвет на микмаките, преди да се ангажират с някакви дейности или проекти, които засягат по някакъв начин племето. В канадската провинция Нова Скотия месецът, посветен на историята на микмаките, е октомври.

## Територия
Микмаките наричат своята родина Ми′кма′ки. Тя се простира на териториите на Нова Скотия, полуостров Гаспе в Квебек, остров Принц Едуард и източен Ню Брънзуик. Традиционно е разделена на 7 ловни територии, всяка управлявана от вожд. През 1860 г. е прибавена още една територия и те стават 8:
- Епелуик (Епегоитк) – разположена на остров Принц Едуард. Тази област включва и областта Пиуктук (Пигтог) в окръг Пикту, Нова Скотия.
- Ескикеуакик (Есгигиаг) – обхваща окръзите Халифакс и Гайсбъро в Нова Скотия.
- Кеспек (Геспегиаг) – разположена на територията на окръзите Глостър, Нортъмбърланд и Ристигук в Ню Брънзуик и на полуостров Гаспе.
- Кеспукуитк (Геспогоитг) – окръзите Анапълис, Дигби, Куинс, Шелбърн и Ярмут в Нова Скотия.
- Сикникт (Сигенитог) – окръг Къмбърланд в Нова Скотия и окръзите Албърт, Кент, Куинс, Сейнт Джон и Уестморланд в Ню Брънзуик.
- Сипекнекатик (Сегепенегатиг) – окръзите Колчестър, Хентс, Люнберг и Кингс в Нова Скотия.
- Уунамакик (Онамагик) – остров Кейп Бретон
- Такуамкук (Тагамгууг) – Южен Нюфаундленд.

Освен тези 8 области или подразделения са известни още 24 традиционни групи и общини.

## Език
Езикът е класифициран към източния клон на алгонкинското езиково семейство. Сходен е с езиците на монтанаите и криите и различен от езика на абенаките.

## Име
Името микмаки идва от дума в техния език, означава „съюзници“. Самите те се наричат „Л′ну – човешки същества“. На французите стават известни като сиракюз, а на британците – като тарантин, индианците сейбъли и индианците гаспе. На малиситите са познати като „матуесуискичинук – индианците дикобрази“, а на беотуките – като шонок – „лошите индианци“.

## Население
Микмаките са господстващото племе в Канадските морски провинции. Оценките на населението им, преди европейския контакт, варират от 3000 души до 30 000 души, или средно може да се приеме около 20 000 души. Тъй като се срещат доста рано с европейците, населението им бързо се стопява до 4000 души в резултат на болести и войни със съседните племена. До 1760 г. остават всичко 3000 микмаки. Популацията им достига най-ниското си ниво през 1823 г. – общо 1800 души. Това обаче не е определящо заради множеството им смесени бракове с французите. След 1823 г. населението им започва постепенно да се възстановява, за да достигне в началото на 21 век около 65 000, заедно с членовете на нацията куалипу.

## Култура
Микмаките са полуномадски ловци-събирачи. През зимата живеят разпръснато на малки семейни групички във вътрешността, където ловуват, а през лятото семействата се събират заедно и изграждат селата си по крайбрежието, където ловят риба и морски бозайници, и събират морски дарове. Някои групи се занимават по малко и със земеделие. През есента започва ловният сезон. Преследват дивеча пеша и със снегоходки. Месото се обработва и се съхранява за зимата. Кожата се използва за направата на дрехи, а сухожилията и костите – за инструменти и други необходими неща. Ловуват още мечки и дребни животни. Зъбите и ноктите на мечката, както и бодлите на бодливото свинче, се използват за декорация на дрехите.
Микмаките стават известни с уменията си в управлението на кануто. То е изработвано от брезова кора и е в състояние да пресича открити води. След 1610 г. му прибавят и платна. Брезовата кора е широко използвана. С нея покриват вигвамите си, които са два вида – конични зимни вигвами за 10 – 12 души и по-големи правоъгълни, побиращи повече хора.

### Социална организация
Най-малката обществена единица е семейството, което има собствен дом и се грижи само за себе си. Няколко роднински семейства, живеещи заедно, образуват семейната група, която има своя ловна територия и принадлежи към някой от клановете на племето. Няколко такива семейни групи, ловуващи в една област, образуват местната група, която е практически независима.

### Политическа организация
Политически микмаките са организирани в слаба конфедерация от свързани помежду си кланове, в които наследствеността се предава по бащина линия. Всеки клан си има свой тотем, който хората изобразяват по дрехите си, вигвамите, канутата и други лични вещи. През повечето време клановете са независими, със собствени вождове и церемонии. Вождът управлява лятното село на клана с помощта на Съвета на старейшините. Над вождовете на клановете стои местният вожд, сакамо. Всяка една от осемте области има такъв главен сакамо, който председателства Съвета на вождовете на кланове в дадената област. В повечето случаи местният главен вожд е най-възрастният мъж, от най-влиятелното семейство в областта. Местният съвет решава въпроси, касаещи групите в една област. Жените, децата и младежите нямат право да участват в Съвета. Момче става мъж в очите на общността, едва когато убие първия си елен. Тогава вече той има право да участва в Съвета.

### Великият съвет на микмаките
Великият съвет на микмаките, наричан Санте Мауиоми, е председателстван от върховен племенен вожд, който е избиран от един от областните вождове, обикновено от областта Уунамакик на остров Кейп Бретон. Неговата позиция по принцип е наследствена и се предава от баща на син. Великият съвет се събира на малък остров в езерото Брас д′Ор на Кейп Бретон, за да решава въпроси, касаещи цялата нация. Той се събира само при извънредно положение и се състои от областните вождове, старейшини и Съвет на жените.

### Религиозни вярвания
Религиозните им представи са центрирани около един Въздесъщ дух, който се идентифицира със Слънцето. Имат и множество други по-малки божества, а богатата им митология е пълна с редица културни герои, най-популярен от които е Глускап. Глускап е създател на сухоземните птици, според някои митове научава хората да ловуват, да ловят риба и да правят по-добри канута. Всички животни, особено мечката, се смятат за свещени. Шаманите обикновено са мъже. Днес болшинството микмаки са католици, но, както повечето индианци, и те са съвместили християнството с традиционните вярвания.

### Погребални практики
Заради скитническия живот, който водят, и за да оцелеят в суровия климат на Канадските морски провинции, микмаките често са принудени да изоставят старите и болните, които не могат повече да следват групата. Погребенията им са необичайни за останалите хора, тъй като често са извършвани още преди човекът да е умрял.

## История
Микмаките са най-мощното племе в Канадските морски провинции. Тъй като техният език съдържа много елементи от езиците крии и монтанаи, се предполага, че мигрират от север до крайбрежието преди няколко хиляди години.

### Контакт с европейците
Заедно с беотуките на Нюфаундленд, микмаките вероятно са първите индианци в Новия свят, които поддържат редовни контакти с европейците. Това може би става още през 11 век, когато викингите посещават района, или може би с баските рибари, които посещават брега преди Колумб. Първият известен контакт е с Джон Кабот през 1497 г. Кабот отвлича трима микмаки и ги отвежда в Англия. Контактите им с европейците стават ежедневие веднага след това. От 1501 г. различни европейски рибарски кораби започват да посещават брега всяко лято и до 1534 г. племето става изцяло зависимо от търговията с белите. През 1541 г. Жак Картие е първият, който се опитва да основе селище в района, но без успех. Въпреки това от 1578 г. над 400 европейски риболовни кораби се събират по крайбрежието всяко лято. И, въпреки че все още няма европейски селища, новите заболявания, донесени от белите, започват да вилнеят сред местното население. Неизвестна епидемия удря района между 1564 г. и 1570 г., последвана от тиф през 1586 г. През 1604 г. Самюел дьо Шамплен основава първото френско селище и второто европейско след испанския Сан Августин в Северна Америка. Селището е построено в устието на река Сен Кроа, но заради постоянни наводнения, на следващата година е преместено на залива Фънди. Селището става известно като Порт Роял и се намира на територията на микмаките.

### Търговията с кожи и последиците от нея
Мащабната търговия с кожи започва още през 1581 г. Придобитите нови метални оръжия дават на микмаките и техните съюзници голямо преимущество пред враговете им. Може би в резултат на това от долината на Сейнт Лорънс изчезват ирокезките народи, срещнати от Картие през 1534 г., които са заменени от групи алгонкин и монтанаи преди 1608 г. Микмаките стават посредници в търговията между европейците и племената, обитаващи териториите на запад и юг.
През 1603 г., при пристигането си, Шамплен установява по-добри отношения с алгонкин и абенаките, вместо с микмаките. След построяването на Порт Роял в залива Фънди, въпреки че е на микмакска територия, племето няма голяма полза. Французите продължават да търгуват с абенаките, особено с пенобскот, с които имат по-добри търговски и политически отношения. Резултатът от тази търговия е, че пенобскот просперират и формират мощен съюз, който е заплаха за микмаките от другата страна на залива Фънди. Голямото съперничество в търговията противопоставя двете племена и накрая напрежението избухва в дълга война, наречена Войната Тарантин (1607 – 1615).

### Войната Тарантин
Войната Тарантин е първият голям конфликт на континента, породен от съперничеството между племена при френската търговия с кожи. Войната продължава 8 години и, въпреки че не са доволни от нея, французите продължават да търгуват и въоръжават и двете воюващи страни. Междувременно в Порт Роял пристигат първите йезуитски мисионери и почти веднага им се удава да покръстят голяма част от микмаките. През 1713 г., вместо да се опитват да спрат войната между микмаките и пенобскот, французите построяват нов търговски пост сред пенобскот, и въоръжаването на двете племена продължава с нова сила. През 1715 г. обаче микмаките нанасят тежко поражение на пенобскот и техните съюзници, и в следващите две години помитат абенакските села в Мейн, като стигат чак до границата на Масачузетс. Тук обаче микмаките се натъкват на много по-страшен враг от техните индиански врагове. По това време в южната част на Нова Англия бушува страшна епидемия, която отнема живота на 3/4 от местното население и когато микмаките се връщат в родината си като победители, не подозират, че носят страшната болест със себе си. До 1620 г. от първоначалните около 20 000 микмаки остават едва 4000.

### Микмаките в конфликта между Франция и Англия
Към 1610 г. френското присъствие на континента се ограничава само до малкото селище Порт Роял и малкия търговски пост на река Пенобскот. Кожите обаче, които идват от западните племена, са с по-добро качество от тези на микмаките и абенаките, и през 1608 г., за да са по-близо до източника, Шамплен основава Квебек. Постепенно търговците изоставят постовете в Акадия и Мейн и се изместват на запад в Квебек. Френската търговия продължава да процъфтява, докато на сцената не се появява нов играч – Великобритания. До 1633 г. английските търговци от Бостън достигат до река Кънектикът на запад, а чрез мохоките, които спечелват на своя страна – и до племената на Сейнт Лорънс. Намесата на Англия в търговията довежда до ново и по-силно съперничество както между индианците, така и между двете европейски сили, а борбата за контрол над търговията води и до все по-големи териториални претенции. Силно привързани към французите, микмаките застават на тяхна страна в конфликта. От 1632 г. обаче враждата между Франция и Англия става сериозна, и за да се борят срещу англичаните и техните съюзници, мохоките и микмаките се присъединяват към Конфедерацията абенаки, която възниква поради същата причина – по-добра защита срещу враговете. Французите насърчават този съюз, като го снабдяват с огнестрелни оръжия и боеприпаси. Целта е да се спре англо-ирокезката експанзия на север от Нова Англия и да се защитят Квебек и Акадия. Конфедерацията на абенаките доказва военната си мощ и способността да защитава френските интереси още във войната на крал Уилям (1688 – 1697). Две години след нейния край постоянни абенакски и микмакски нападения тероризират Нова Англия. Набезите им са възобновени с началото на Войната на кралица Ан (1701 – 1713). С договора от Утрехт през 1713 г. Нова Скотия и Нюфаундленд преминават в ръцете на англичаните, а от 1717 г. английските селища започват да се разширяват на север в родината на абенаките и микмаките. Въпреки че между Англия и Франция е сключен мир, индианският съюз не спира с нападенията и през 1722 г. колонията Масачузетс им обявява война. Войната продължава до 1727 г., като този път французите запазват неутралитет и не подкрепят своите съюзници. Накрая микмаките и малиситите подписват мирния договор с Масачузетс и признават британската власт над родината си. По време на Войната на крал Джордж (1744 – 1748) Конфедерацията абенаки отново застава на страната на французите, за да покаже недоволството си от английското управление. През 1747 г. микмаките преживяват тежка епидемия. Французите обвиняват англичаните, че разразилата се епидемия е тяхно дело. Дали това е вярно или не, не е известно, но микмаките толкова вярват на французите, че ядосани от това, отказват да подпишат мирния договор през 1749 г. и продължават да воюват с англичаните. Непрестанните им набези принуждават управителя на Нова Скотия да обяви парична награда от 10 лири за микмакски скалп. Подмамени от тази награда, бързо са сформирани рейнджърски отряди, които да преследват микмаките. Към 1750 г. цената за скалп е вдигната до 50 лири, което става стимул за сформирането на допълнителни рейнджърски отряди. През лятото на 751 г. обаче е разпоредено от властите разпускането на рейнджърите. Накрая, през 1752 г., микмаките пописват мирния договор с англичаните в Халифакс. Мирът обаче е кратък и свършва с избухването на Френските и индиански войни (1754 – 1763). През 1756 г., в резултат на непрекъснати нападения над гарнизони и селища, управата на Нова Скотия възобновява плащането за индиански скалп – 30 лири за мъжки и 25 лири за женски и детски. За повечето микмаки борбата приключва през 1760 и 1761 г., след като подписват окончателен мир с англичаните. Не всички техни групи обаче подписват, и някои от тях, във вътрешността, остават враждебни до 1769 г. По времето на Американската революция микмаките обикновено подкрепят американците, вероятно мислейки, че свалянето на британците ще възстанови старото френско управление. След 1800 г., с няколко договора на микмаките са дадени резервати и по-голямата част от земята им е отнета.

### Живот в резервати
В началото на 19 век канадското правителство постепенно създава резервати за различните групи на племето. Ограничени до малки пространства, хората изпитват трудности да осигурят прехраната си. Гладът и мизерията в резерватите са широко разпространени. Хората продължават да се занимават с някои традиционни дейности, но много са принудени да търсят работа извън резерватите. Повечето са наемани като нискоквалифицирани работници в дърводобива, корабостроенето, строителството и селското стопанство. В началото на 20 век племето губи голяма част от своите резервати. Хората продължават да работят като сезонни работници и да развиват традиционните занаяти. Много от тях са принудени да мигрират към отдалечени райони при намиране на работа. През 1960те много мъже микмаки започват да работят в строителството на небостъргачи. Много жени минават професионално обучение, за да могат да работят като медицински сестри, възпитатели и социални работници. Дискриминацията и намирането на работа обаче все още са неща, с които трудно се справят.